# David Bonvehí
David Bonvehí i Torras (Campos, 1979) es un abogado y político español, diputado en el Parlamento de Cataluña en la IX, X y XI legislatura primero por Convergencia Democrática de Cataluña (CDC) y desde 2015 por Junts pel Sí. En 2010 se convirtió en el primer parlamentario del hemiciclo catalán en silla de ruedas. Desde el 22 de julio de 2018 es presidente del Partido Demócrata Europeo Catalán.

## Biografía
Licenciado en derecho por la Universidad Autónoma de Barcelona, ha trabajado como abogado. Militante de Convergencia Democrática de Cataluña, con 25 años en las elecciones municipales españolas de 2003 fue elegido alcalde de Fonollosa cargo que ocupó hasta 2007 cuando tuvo un accidente de coche que le dejó parapléjico.
En 2008 fue nombrado presidente comarcal de CDC en el Bages.
Dos años más tarde llegó al Parlamento de Cataluña. Fue elegido diputado por Barcelona en las elecciones de 2010 y reelegido en 2012 y 2015 (en las listas de Junts pel Sí). Ha sido portavoz de su grupo parlamentario en la Comisión de Asuntos Institucionales del parlamento de Cataluña y el primer parlamentario en silla de ruedas. Con su elección el Parlamento de Cataluña se vio obligado a realizar reformas de accesibilidad adaptando el atril y los accesos al hemiciclo.
En julio de 2016 fue elegido en tándem con Marta Pascal para asumir la dirección ejecutiva del PDeCAT. Está considerado como un hombre próximo al expresidente Carles Puigdemont y próximo al municipalismo.